# Eda landskommun
Eda landskommun var en tidigare kommun i Värmlands län.

## Administrativ historik
När 1862 års kommunalförordningar trädde i kraft inrättades i Eda socken i Jösse härad i Värmland då denna kommun.
2 februari 1906 inrättades i kommunen Charlottenbergs municipalsamhälle som sedan upplöstes 31 december 1961.
18 november 1904 inrättades i kommunen Åmotfors municipalsamhälle som sedan upplöstes 31 december 1961.
Vid kommunreformen 1952 kvarstod kommunen oförändrad.
År 1971 uppgick den i Eda kommun.

### Kyrklig tillhörighet
I kyrkligt hänseende tillhörde kommunen Eda församling.

## Kommunvapen
Blasonering: I blått fält en av vågskura bildad stam och däröver en femuddig skans, allt av silver.
Vapnet fastställdes 1948.

## Geografi
Eda landskommun omfattade den 1 januari 1952 en areal av 288,19 km², varav 267,62 km² land.

### Tätorter i kommunen 1960
| Tätort         | Folkmängd |
| -------------- | --------- |
| Charlottenberg | 1 680     |
| Åmotfors       | 1 442     |
| Eda glasbruk   | 311       |

Tätortsgraden i kommunen var den 1 november 1960 54,9 procent.

## Politik

### Mandatfördelning i valen 1950-1966
| 2 | 20 | 2 | 3 | 3 |

| 28 |

| 2 | 20 | 5 | 3 |

| 29 |

| 4 | 18 | 5 | 3 |

| 28 |

| 2 | 20 |  | 2 | 5 |

| 27 |

| 2 | 20 | 2 | 4 | 2 |

| 28 |

| 2 | 19 | 3 | 3 | 3 |

| 28 |

| 2 | 20 | 3 | 3 | 2 |

| 28 |

| 2 | 19 | 3 | 3 | 3 |

| 26 |